# Robert Maras
Robert Maras (* 20. Oktober 1978 in Freiburg im Breisgau) ist ein ehemaliger deutscher Basketballspieler und -trainer. Der 2,15 m große Maras spielte auf der Center-Position.

## Leben und Karriere

### Vereinskarriere
Robert Maras wurde als Sohn kroatischer Eltern in Freiburg geboren und wuchs auch dort auf. Er spielte Fußball und kam dann zum Basketball. Maras wurde in der Jugend von einem aus Jugoslawien stammenden Trainer ausgebildet. Ab 1996 spielte er mit dem USC Freiburg in der 2. Basketball-Bundesliga. Im Juli 1996 nahm er mit der deutschen Juniorennationalmannschaft an der Europameisterschaft teil und war mit 15,3 Punkten je Begegnung zweitbester deutscher Korbschütze hinter Dirk Nowitzki. 1997 stieg Maras mit Freiburg in die Basketball-Bundesliga auf und spielte mit dem USC 1997/98 dann in der höchsten deutschen Liga. 1998 wechselte Maras mit einer Doppellizenz zum amtierenden deutschen Meister Alba Berlin und dessen Kooperationspartner für Jugendarbeit, TuS Lichterfelde. Mit dem TuS Lichterfelde schaffte er im Jahr 2000 als Führungsspieler den sportlichen Aufstieg in die 1. Bundesliga, Lichterfelde verzichtete auf den Gang in die Bundesliga. Bei Alba Berlin blieb seine mittlere Einsatzzeit in seinen beiden Berliner Jahren jeweils im einstelligen Minutenbereich.
Zur Saison 2000/01 wechselte er zu den Skyliners Frankfurt und entwickelte sich schnell zum Leistungsträger der Mannschaft. Im Dezember 2003 wurde seine Entwicklung zeitweise zurückgeworfen, als er sich einen Kreuzbandriss zuzog und den Gewinn der deutschen Meisterschaft nur noch von der Bank verfolgen konnte. 2002 schaffte es Maras ins Summerleague-Aufgebot der Dallas Mavericks, aber nicht den Sprung in die NBA.
Anfang 2005 wechselte er noch während der laufenden Saison 2004/05 zum spanischen Erstligisten Caja San Fernando Sevilla. In der stärkeren spanischen Liga ACB bestritt er für Sevilla 13 Spiele (5,5 Punkte, 3,6 Rebounds/Spiel). Zur folgenden Saison wechselte er innerhalb der Liga ACB zu Llanera Menorca und nach sechs Spielen (2,7 Punkte im Schnitt) für Menorca ging seine Reise im November 2005 weiter zum Zweitligisten Palma Aqua Magica. In 22 Partien für den Zweitligisten erzielte der Innenspieler im Schnitt 3,2 Punkte sowie 1,7 Rebounds.
Zur Saison 2006/07 wechselte Maras zu den Gießen 46ers in die Bundesliga. Ab 2007 stand Maras beim griechischen Erstligisten Egaleo Athen unter Vertrag. Im März 2008 wechselte er noch während der laufenden Saison 2007/2008 zum spanischen Zweitligisten Unión Baloncesto La Palma. Er wurde in zwölf Ligaspielen eingesetzt und verbuchte im Mittel 7,2 Punkte je Begegnung für La Palma, bevor er im Sommer 2008 nach Gießen zurückkehrte und dort einen Vertrag über zwei Jahre unterschrieb. Nach einem Jahr wurde der Vertrag aufgelöst. Zur Saison 2009/10 wechselte Maras zum FC Bayern München, bei dem er einen Zwei-Jahres-Vertrag unterzeichnete. Zur Saison 2011/12 erhielt er keinen neuen Vertrag in München.
Im Juli 2011 gab der Regionalligist München Basket die Verpflichtung Maras bekannt. Maras wollte dort seine Karriere ausklingen lassen und parallel den Einstieg ins Berufsleben finden. Ende November 2011 gab der Verein bekannt, dass Maras seine sportliche Karriere aufgrund von Knieproblemen endgültig beenden muss. Maras bestritt vier Ligaspiele für den Regionalligisten.

### Trainer
Bis Mitte 2013 war Maras Trainer der 2. Herrenmannschaft und der U18 des MTSV Schwabing. Danach wechselte er ins Traineramt beim Regionalligisten TSV Oberhaching-Deisenhofen, wo er im Sommer 2016 nach dreijähriger Amtszeit ausschied, aber anschließend die Aufgaben des Co-Trainers sowie des Trainers der zweiten Herrenmannschaft übernahm. Einen Trainerposten im Berufsbasketball strebte er nicht an.

### Nationalmannschaft
Bei der Sommer-Universiade 2001 in Peking trat er zum ersten Mal mit der deutschen A2-Nationalmannschaft an und belegte am Ende den vierten Platz. Maras überzeugte und war infolgedessen bei der Weltmeisterschaft 2002 in Indianapolis im deutschen A-Nationalmannschaftskader. In nur 35 Minuten Spielzeit machte er 24 Punkte und gewann mit Deutschland Bronze. Auch bei der Europameisterschaft 2003 in Schweden stand er im Aufgebot.
Bei der Europameisterschaft 2005 holte er mit der deutschen Mannschaft die Silbermedaille. Maras wurde in fünf Turnierspielen eingesetzt und erzielte 3 Punkte je Begegnung. Im Endspiel gegen Griechenland kam er auf zwei Punkte. Zur Weltmeisterschaft 2006 wurde er von Bundestrainer Dirk Bauermann jedoch nicht berufen.

### Erfolge
- 1997: Meisterschaft der 2. Basketball-Bundesliga Süd und Aufstieg in die Basketball-Bundesliga mit dem USC Freiburg
- 2000: Meisterschaft der 2. Basketball-Bundesliga Nord mit dem TuS Lichterfelde
- 2002: 3. Platz bei der Basketball-Weltmeisterschaft mit der deutschen Basketballnationalmannschaft
- 2004: Deutscher Meister mit den Skyliners Frankfurt
- 2005: Vizeeuropameister mit der deutschen Basketballnationalmannschaft
- 2011: Meisterschaft der Pro A und Aufstieg in die Basketball-Bundesliga mit FC Bayern München